# أمير تتلو
أمير حسين مقصودلو (ولد في 21 سبتمبر 1987) المعروف مهنياً باسم أمير تتلو، هو مغني وكاتب أغاني ومغني راب إيراني. وهو أول مغني موسيقى ريذم أند بلوز في إيران ومن الجيل الأول لمشهد موسيقى الهيب هوب تحت الأرض الإيراني. صدر ألبومه الأول زير همكف عام 2011. ومنذ ذلك الحين أصدر 16 ألبومًا.
أُلقي القبض على تتلو عدة مرات عندما كان يعيش في إيران من قبل سلطات الجمهورية الإسلامية. في عام 2021، أصدر تتلو ألبوم بعنوان (فرشته) من انتاج شركة مجموعة يونيفرسال الموسيقية وهو أول إيراني يتعاون مع شركة.

## عمله
ولد أمير حسين مقصودلو (الاسم الفني أمير تتلو) في المجيدية في طهران. عائلته اتراك أذريون و لديه 4 اخوة. أمضى أمير سنوات دراسته الابتدائية في رشت حيث كان والده يعمل هناك. بعد بضع سنوات عاد إلى طهران. بسبب الوضع المالي لعائلته قرر العمل والدراسة في وقت واحد. منذ سن 14 إلى 16 عمل في ورشة نجارة ومن سن 16 إلى 18 عمل في بقالة. بعد أن أنهى دراسته من المدرسة الثانوية بدأ في الاهتمام الموسيقى. تزامنت بداية مسيرته المهنية في نفس الوقت تقريبًا مع موسيقيين آخرين مشهورين في موسيقى ما تحت الأرض الفارسية.
بدأ تتلو مسيرته الموسيقية في عام 2003 بإصدار الأغاني على مدونته الشخصية. بدأ كفنان لموسيقى ما تحت الأرض، ولا يزال غير مرخص له من قبل وزارة الثقافة والإرشاد الإسلامي. وصفته مجلة تايم بأنه "مغني راب لديه العديد من المعجبين" ووصفه راديو أوروبا الحرة (راديو ليبرتي) بالفنان الذي يتمتع بقاعدة معجبين قوية بين الشباب في إيران. وُصف أسلوبه الموسيقي بأنه "مزيج مبهر شهير من موسيقى البوب والراب و ريذم أند بلوز.
أصدر أغنية منفردة بعنوان "منم از اون يازده تنم" (أنا أيضًا أحد هؤلاء اللاعبين الأحد عشر) أهداها لمنتخب إيران لكرة القدم خلال كأس العالم 2014.

## أعماله الفنية
- زير همكف/ تحت الطابق الأرضي (2011)
- تتليتي (2013)
- من/ أنا (2014)
- شماره 6/ رقم 6 (2015)
- ممنوع (2015)
- شماره 7/ رقم 7 (2016)
- قهرمان/ بطل (2017)
- أمير (2017)
- سایه/ ظل (2018)
- جهنم (2018)
- برزخ (2019)
- 78 (2020)
- شيطان (2021)
- فرشته/ ملكة (2021)
- سهم/ حصة (2022)
- بهت (2022)
- كاس موس (2022)

## روابط خارجية
- أمير تاتلو على موقع IMDb (الإنجليزية)
- أمير تاتلو على موقع ميوزك برينز (الإنجليزية)
- أمير تاتلو على موقع أول ميوزيك (الإنجليزية)
- أمير تاتلو على موقع ديسكوغز (الإنجليزية)